# IC 1960
IC 1960 — галактика типу Sab (компактна витягнута галактика) у сузір'ї Сітка.
Цей об'єкт міститься в оригінальній редакції індексного каталогу.